# Emma Orr
Pour les articles homonymes, voir Orr.

a Compétitions nationales et continentales officielles uniquement.

b Matchs officiels uniquement.
Dernière mise à jour le 31 mai 2025.
Emma Orr, née le 6 avril 2003 à Wishaw (Écosse), est une joueuse internationale écossaise de rugby à XV et internationale de rugby à sept évoluant au poste de centre. Elle joue en Angleterre, à Bristol.

## Biographie
Emma Orr naît le 6 avril 2003 à Wishaw dans le North Lanarkshire en Écosse. Elle commence la pratique du rugby à XV au Biggar RFC, club présidé par son père et où jouent ses deux frères.
En 2021, elle est sélectionnée avec l'équipe d'Écosse de rugby à sept pour le Championnat d'Europe de rugby à sept.
Elle fait ses débuts en équipe nationale à XV pendant le Tournoi des Six Nations 2022, face au pays de Galles. Elle est ensuite retenue en septembre pour disputer la Coupe du monde en Nouvelle-Zélande. Peu après la compétition, elle rejoint le club des Heriot's Blues (qui joue en première division) et en fin d'année elle fait partie des joueuses mises sous contrat par la Fédération écossaise.
À l'automne 2023, Emma Orr remporte avec l'équipe d'Écosse la première édition du WXV 2, organisée en Afrique du Sud. En décembre, elle est également sélectionnée pour disputer la deuxième édition du Celtic Challenge avec la franchise d'Édimbourg Rugby. En parallèle, elle est étudiante en agronomie au Scotland's Rural College (SRUC). Elle est titulaire lors des cinq matchs du Six Nations 2024. Au mois de mai 2024, les Bristol Bears annoncent son arrivée au club.
En début de saison 2024-2025, Emma Orr joue le WXV 2 où elle reçoit un carton rouge face à l'Australie. La suspension qui s'ensuit repousse ses débuts avec les Bristol Bears à la cinquième journée de la Premiership. Après seulement trois matchs, elle se blesse à la cheville et doit subir une opération : elle rate tout le reste de la saison anglaise. Pour autant, elle est quand même sélectionnée pour le Six Nations 2025 et titularisée dès la première journée,.

## Palmarès

### En club
- Vainqueur du Championnat d'Écosse de 3e division en 2022[14].

### En équipe nationale
- Vainqueur du WXV 2 en 2023.